# Roger Vailland
Pour les articles homonymes, voir Vaillant.
Pour sa biographie, voir Roger Vailland (livre).
Roger Vailland, né à Acy-en-Multien (Oise) le 16 octobre 1907 et mort le 12 mai 1965 à Meillonnas (Ain) (où il est enterré), est un écrivain, essayiste, grand reporter et scénariste français. Son œuvre comprend neuf romans, des essais, des pièces de théâtre, des scénarios pour le cinéma, des journaux de voyages, des poèmes, un journal intime et de nombreux articles de journaux rédigés tout au long de sa vie.
Embauché en 1928 comme journaliste à Paris-Midi, il est, cette même année, cofondateur éphémère de la revue expérimentale Le Grand Jeu. Dandy et libertin, il continue son métier de journaliste jusqu'à la guerre et fréquente les milieux littéraires. Replié à Lyon après la défaite de 1940, il s'engage en 1942, après une cure de désintoxication, dans la Résistance aux côtés des gaullistes puis des communistes, et écrit ses premiers romans, comme Drôle de jeu (Prix Interallié, 1945) où s'associent désinvolture et Résistance.
Après la guerre, il s'installe dans l'Ain à Meillonnas et s'inscrit quelques années au Parti communiste. Il écrit alors une série de romans engagés : Les Mauvais Coups en 1948 (l’histoire d’un couple qui se défait), Bon pied bon œil en 1950 (la découverte du militantisme), Beau Masque en 1954 (le thème de la fraternité syndicale et de la lutte contre l’aliénation), 325.000 francs en 1955 (l'impasse de l'ascension individuelle) ou encore La Loi (prix Goncourt 1957), sur les jeux de pouvoir et de vérité dans la région des Pouilles, en Italie. Il travaille également comme scénariste auprès de Roger Vadim ou de René Clément.
Roger Vailland meurt à cinquante-sept ans, le 12 mai 1965, d’un cancer du poumon.

## Biographie
Le père de Roger Vailland ouvre un cabinet de géomètre-expert dans un petit bourg de l'Oise, Acy-en-Multien, où Roger naît en 1907. En 1910, la famille s'installe au 18, rue Flatters à Paris, où naît Geneviève, en 1912.

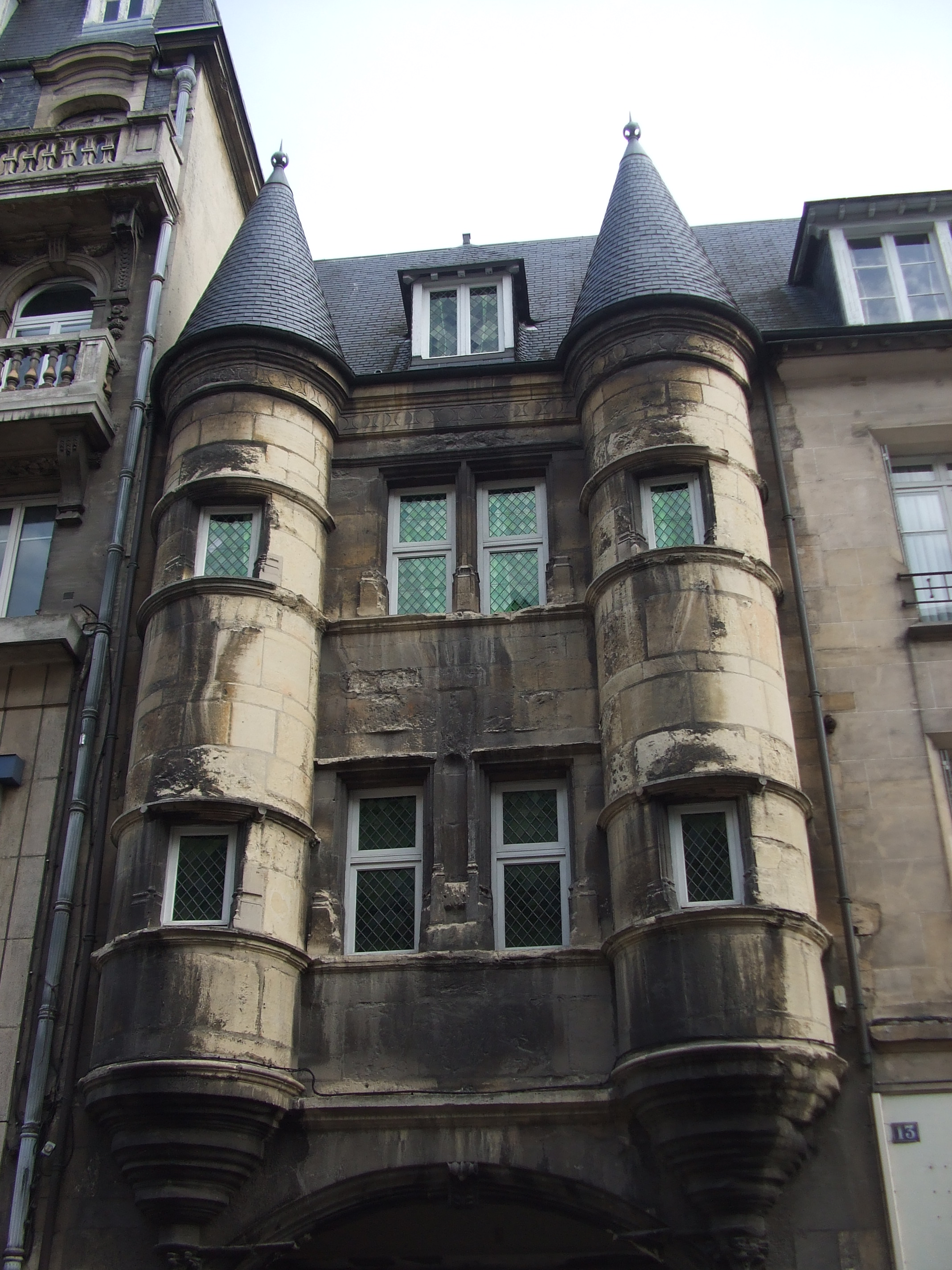
Porte à Reims.

En 1919, après le retour de guerre du père, la famille devient rémoise, toujours pour raisons professionnelles. Reims est en pleine reconstruction. Le père de Roger lui transmet l’amour de la géométrie, de la nature et de la lecture : Plutarque, Shakespeare, Les Mille et Une Nuits. Avec des camarades de lycée, notamment René Daumal et Roger Gilbert-Lecomte, il forme le groupe des Phrères simplistes : ils cherchent à travers les drogues et l'alcool le dérèglement de tous les sens (sur le modèle d'Arthur Rimbaud). Ils sont surréalistes sans le savoir[réf. nécessaire]. L'amitié d'un professeur de philosophie à Reims, René Maublanc, lui permet de publier son premier poème dans Le Pampre, revue littéraire régionale.
En 1925, la famille emménage à Montmorency. Roger entre à Louis-le-Grand, à Paris, en classe d’hypokhâgne. Deux ans plus tard, il loge chez sa grand-mère rue Pétrarque, ce qui est censé faciliter sa préparation d'une licence de Lettres à la Sorbonne. Il est au cœur de la vie parisienne et renonce très vite à ses études.

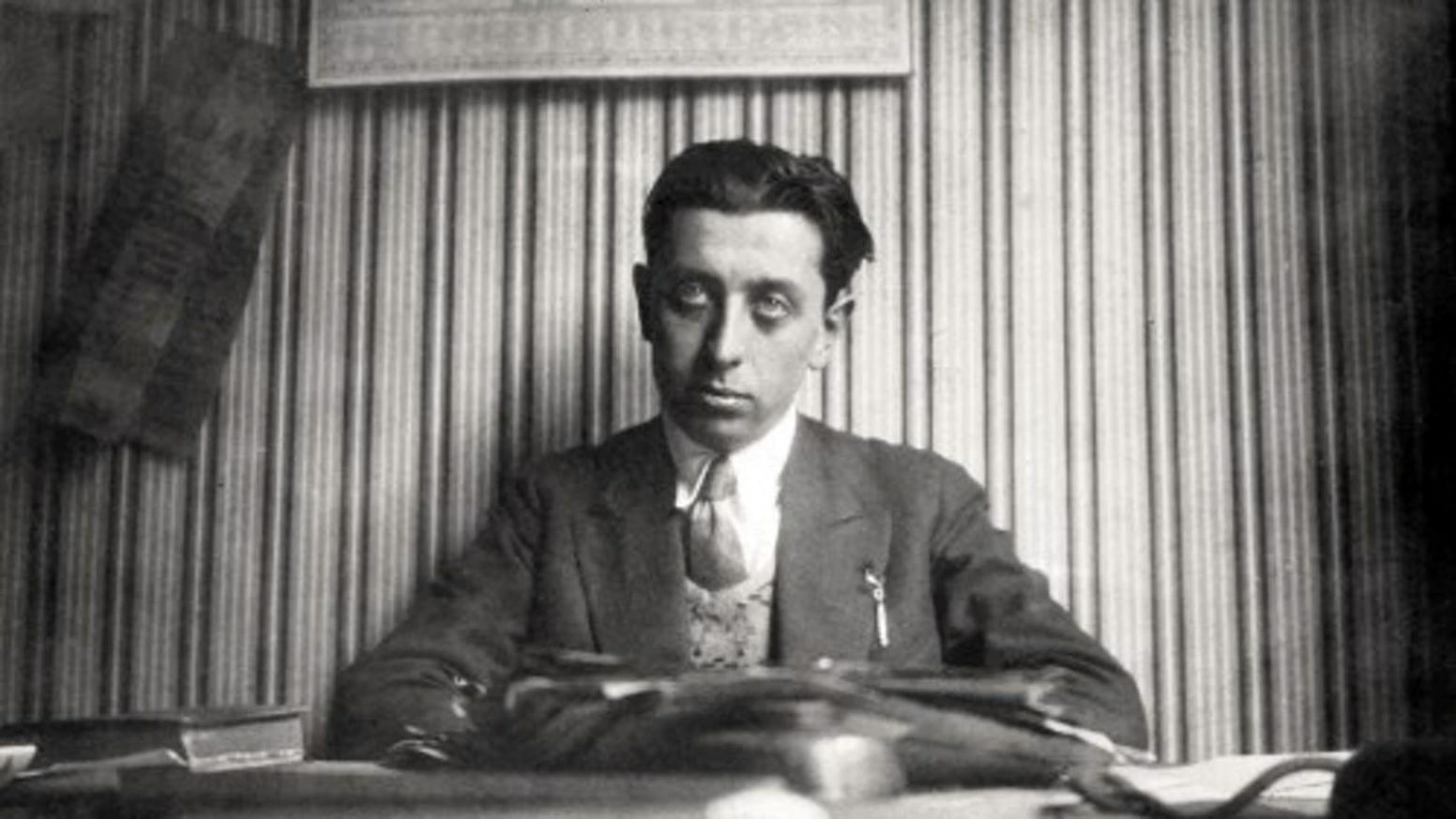
Son ami Robert Desnos.

Grâce aux conseils et à l’appui de Robert Desnos, il est embauché en 1928, à 21 ans, par Pierre Lazareff comme journaliste à Paris-Midi (une édition de Paris-Soir) et emménage dans un hôtel de la rue Bréa. Outre Robert Desnos, il côtoie le tout-Paris littéraire : Cocteau, Gide, Prévert, Marcel Duhamel, Michel Leiris, Raymond Queneau, Benjamin Péret, James Joyce, les papes du surréalisme Louis Aragon et André Breton.
Toujours en 1928, il fonde, grâce à l'appui de Léon Pierre-Quint, la revue Le Grand Jeu avec ses « Phrères simplistes » René Daumal et Roger Gilbert-Lecomte, et le peintre Joseph Sima. La revue se définit comme la « première révélation de la métaphysique expérimentale ». Il s'agit de s'extraire du terne présent, d’accéder à un autre état du « moi » où vie et mort, réel et imaginaire se rejoignent. Roger Vailland se dépense sans compter pour la revue. André Breton s'alarme de ce jeune homme insolent et turbulent, qui pourrait lui faire ombrage[réf. nécessaire], et organise le 11 mars 1929, au Bar du Château, un procès dont Louis Aragon est le procureur, sous prétexte d'un article de Roger Vailland à l'éloge du préfet Chiappe. Le jeune homme, que ses « Phrères » ne défendent pas, est durablement anéanti et se retire. Lui parti, la revue s'effondre : il n'y aura que trois numéros du Grand Jeu.
(Sur cette époque, voir le témoignage de sa sœur Geneviève : L'enfant couvert de femmes.)
Reporter à Paris-Soir, Roger Vailland parcourt divers pays, voyages dont il fera des récits détaillés. Il publie deux grands romans-feuilletons en 1932-33, Leïla et La Visirova.
En décembre 1934, il habite un appartement au 38, rue de l’Université, qu’il occupe avec Andrée Blavette (surnommée Boule), sa future femme, en alternance avec l’hôtel particulier des Blavette, villa Léandre à Montmartre, lieu qui sera un de ses ports d’attache jusque pendant la guerre. Il se séparera d'Andrée au début de 1947.

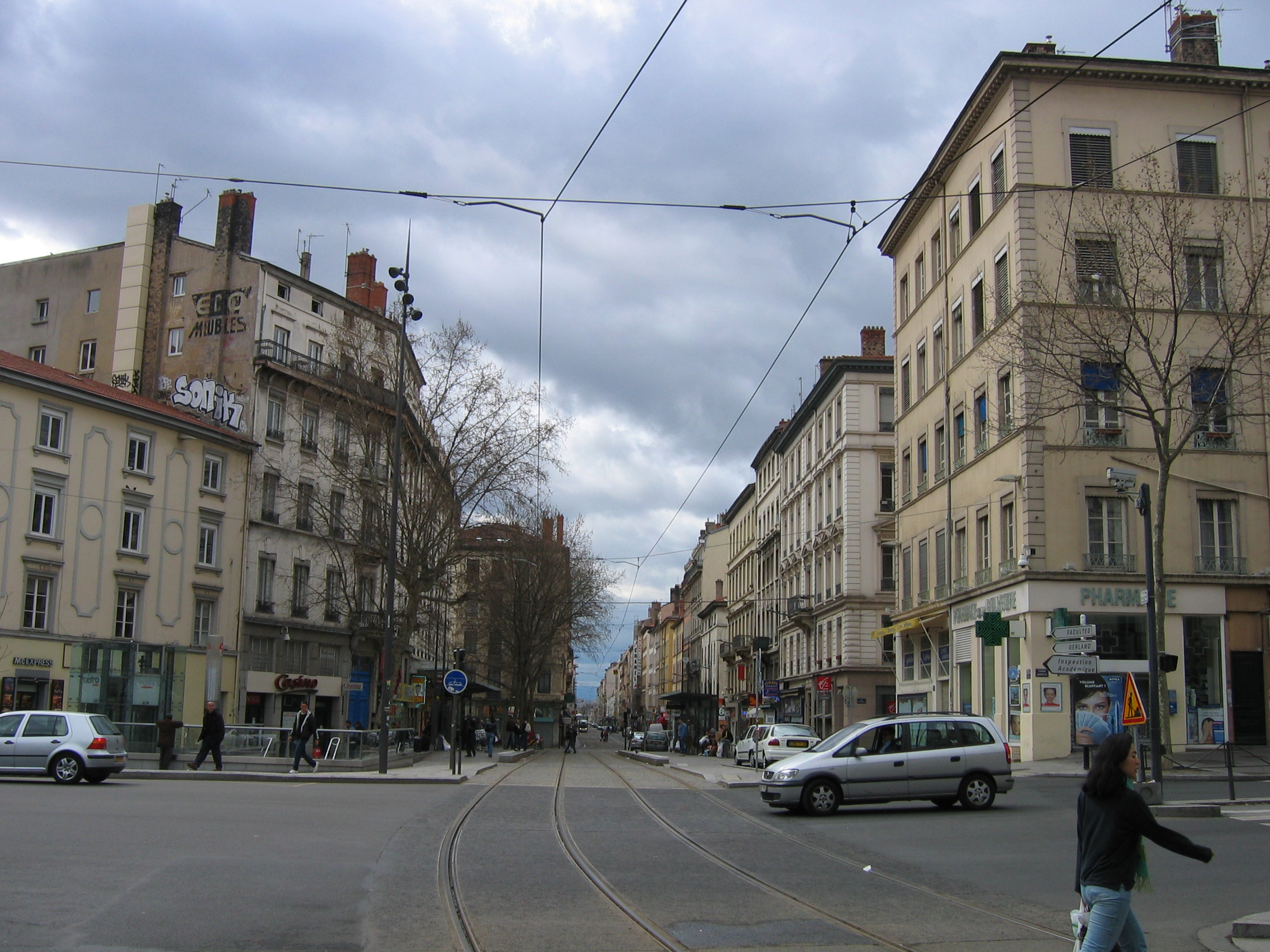
Lyon : cours Gambetta.

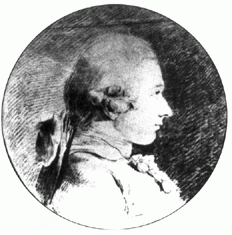
Portrait de Sade.

Fin 1940, la guerre et son métier de journaliste le mènent cours Gambetta à Lyon où Paris-Soir s'est replié. Il vit mal cette époque de latence, brasse beaucoup de projets et en 1942, après une cure de désintoxication, il s'engage dans la Résistance aux côtés des gaullistes puis des communistes. La guerre est le catalyseur qui va libérer Vailland de l’angoisse de l’écriture.
Engagé dans la Résistance dès 1942 et en mission au domicile de Daniel Cordier, le secrétaire de Jean Moulin, il découvre un exemplaire de Lucien Leuwen, se plonge dans sa lecture… et se lance aussitôt dans l’écriture de Drôle de jeu. Recherché par la Gestapo et désireux de se retirer au calme pour écrire son roman, il s’installe en juin 1942, sur le conseil d’un ami, au château Mignon, un peu à l’écart de Chavannes-sur-Reyssouze, près de Bourg-en-Bresse. À la fin de la guerre, il reprend son métier de reporter-journaliste et il est correspondant de guerre pour plusieurs journaux. Drôle de jeu paraît à la Libération et reçoit le prix Interallié en 1945. Vailland y a mis le quotidien de la vie d’un réseau de résistants, dont son héros Marat, partagé entre ses convictions politiques et son âme de séducteur, et Caracalla, jeune chef de la Résistance gaulliste dont le pseudonyme est le nom de l'empereur romain Caracalla, et dont le personnage lui a été inspiré par Cordier : « […] pour taquiner le “patron”, Caracalla, qui, bien qu'admirateur de l'Armée rouge, est loin d'être un révolutionnaire ; on raconte même qu'avant la guerre, il était inscrit à l'Action française. […] Caracalla c'est un des chefs de la délégation gaulliste […]. Il n'a que vingt-trois ans ». C'est d'ailleurs la raison pour laquelle Cordier donnera à ses Mémoires le titre d'Alias Caracalla, dans lesquels il écrit : « En 1943, je fis la connaissance de Roger Vailland […]. Après la libération, il m’offrit Drôle de jeu, récit à peine romancé de notre relation. “J’ai choisi pour votre personnage le pseudonyme de Caracalla. […].” Aujourd’hui […] ce pseudonyme imaginaire a ma préférence sur tous ceux qui me furent attribués dans la Résistance ». 
Vailland rêvait depuis longtemps d’écrire un grand roman sans y parvenir, puis, jusqu’à la fin de sa vie, il va en enchaîner neuf, avec des périodes de production, des périodes de remise en cause… et une méthode efficace : un diagramme accroché au mur indique en abscisse les jours d’écriture et en ordonnée le nombre de pages écrites. Il poursuit ses activités de journaliste mais n'écrit plus que pour des journaux progressistes : avec Pierre Courtade, Claude Roy, Pierre Hervé et Jacques-Francis Rolland, il participe à la belle aventure du journal Action et collabore aussi à Libération ou à La Tribune des nations.
L'année 1947 marque sa première collaboration comme dialoguiste pour le film de Louis Daquin Les Frères Bouquinquant, première étape d'un parcours qui l'amènera à travailler avec Roger Vadim vers la fin de sa vie, même si son activité dans ce domaine n'a pas toujours été bien comprise et bien appréciée[pas clair]. En décembre 1947, ses amis De Meyenbourg, installés à Sceaux, ont pitié de sa situation matérielle et lui offrent l’hospitalité jusqu’en décembre 1950. Cette même année 1950, il se joint à d’autres écrivains comme Marcelle Auclair, Jacques Audiberti, Hervé Bazin, Émile Danoën et André Maurois pour le numéro de La Nef (revue de Lucie Faure) intitulé « L’amour est à réinventer ».
Après un voyage en Extrême-Orient, il emménage au printemps 1951 avec Élisabeth Naldi (rencontrée fin 1949) à La Grange aux Loups (aussi appelée dans ses livres La Grange aux Vents), une austère petite maison des Allymes, hameau à six kilomètres d’Ambérieu-en-Bugey. Hébergés dans la simplicité de la maison de campagne d'André Ulmann et de Suzanne Tenand, loin des intellectuels de gauche parisiens, il découvre la vie des ouvriers et des paysans. Élisabeth et Roger vivent dans une certaine austérité les années les plus heureuses de leur vie. En 1952, il est arrêté par la police égyptienne.
En 1954, Roger et Élisabeth se marient et s’installent, à l’automne, dans une belle maison à Meillonnas, un village à cheval sur la Bresse et le Revermont, à douze kilomètres de Bourg-en-Bresse. Élisabeth Vailland sera aussi sa muse, celle qui veillera sur sa mémoire, celle qui le protégera et l'emmènera en Italie dans les Pouilles puis jusque sur l'île de La Réunion dans ses périodes de crise profonde, quand il aura besoin de retrouver plus de sérénité.

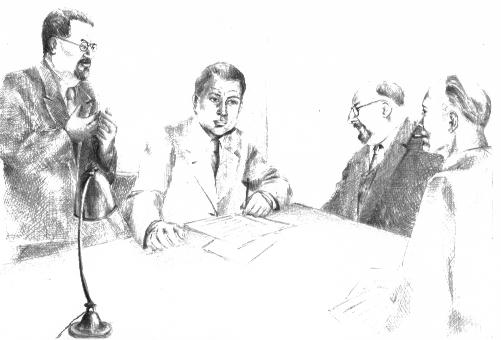
Réunion du PCF.

Inscrit au Parti communiste en 1952, duquel il se désengage après l'insurrection de Budapest en 1956, il écrit la série de romans engagés du cycle de L'Homme nouveau : Les Mauvais Coups (1948) — l’histoire d’un couple qui se défait —, Bon pied bon œil (1950) — la découverte du militantisme —, Beau masque (1954) — le thème de la fraternité syndicale et de la lutte contre l’aliénation (ce thème le relie à son ami Henri Lefebvre qui vient le voir en 1956 et quitte le parti à la même époque que lui) — et 325.000 francs (1955) — allégorie contre le capitalisme, battu par Les Eaux mêlées de Roger Ikor pour le Goncourt. La lutte des classes n’est pas son unique thème de prédilection : il crée des personnages assez cyniques ou libertins.

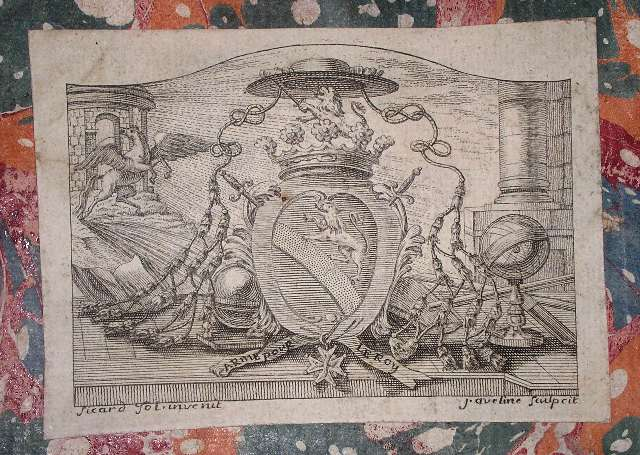
Ex-libris de Bernis.

Cette évolution thématique marque un changement dans son œuvre littéraire : ainsi, dans La Loi (prix Goncourt 1957), il brosse le portrait stendhalien d’un héros dominateur, dans La Fête (1960), celui d’un héros donjuanesque, dans La Truite (1964), celui d’une jeune femme décidée à exploiter les hommes sans rien leur concéder. Vailland consacre également deux essais à des écrivains libertins célèbres : Choderlos de Laclos (1953) et Éloge du cardinal de Bernis (1956).
« Ma méthode de travail consiste à faire de chaque chapitre une scène, […] Je ne commence à écrire ma scène que quand j’ai parfaitement imaginé tous les détails […] je ne suis content que si le décor imaginaire de la scène est devenu tellement précis que je ne peux pas changer par l’imagination un meuble de place sans que toute la scène, y compris le comportement des personnages, en soit modifiée… »
Au début des années 1960, Vailland renoue avec le cinéma. Il travaille avec Roger Vadim et lui écrit des scénarios. En mars 1962, il est à Hollywood en compagnie de René Clément pour préparer leur film Le Jour et l'Heure, puis au printemps 1961, à Jérusalem, pour couvrir le procès Eichmann ; il y retrouve Yves Courrière.
Toute sa vie, Roger Vailland aura rejeté les contraintes et aura cherché, avec une désinvolture élégante, à connaître le bonheur : une pratique hédoniste qui le marginalise.
Grand reporter, romancier communiste qui roulera en Jaguar à la fin de sa vie, drogué, grand résistant, alcoolique, amateur de cyclisme et de montagne, ascète lorsqu’il écrit, ex-surréaliste, libertin, Roger Vailland a commencé tôt à opérer le « dérèglement de tous les sens » cher à son maître Arthur Rimbaud.
Roger Vailland meurt à cinquante-sept ans, le 12 mai 1965, d’un cancer du poumon. Il repose dans le cimetière de Meillonnas, près de Bourg-en-Bresse.
La plupart de ses œuvres posthumes ont été publiées avec le concours d'Élisabeth Vailland, de René Ballet et de l'association Les Amis de Roger Vailland

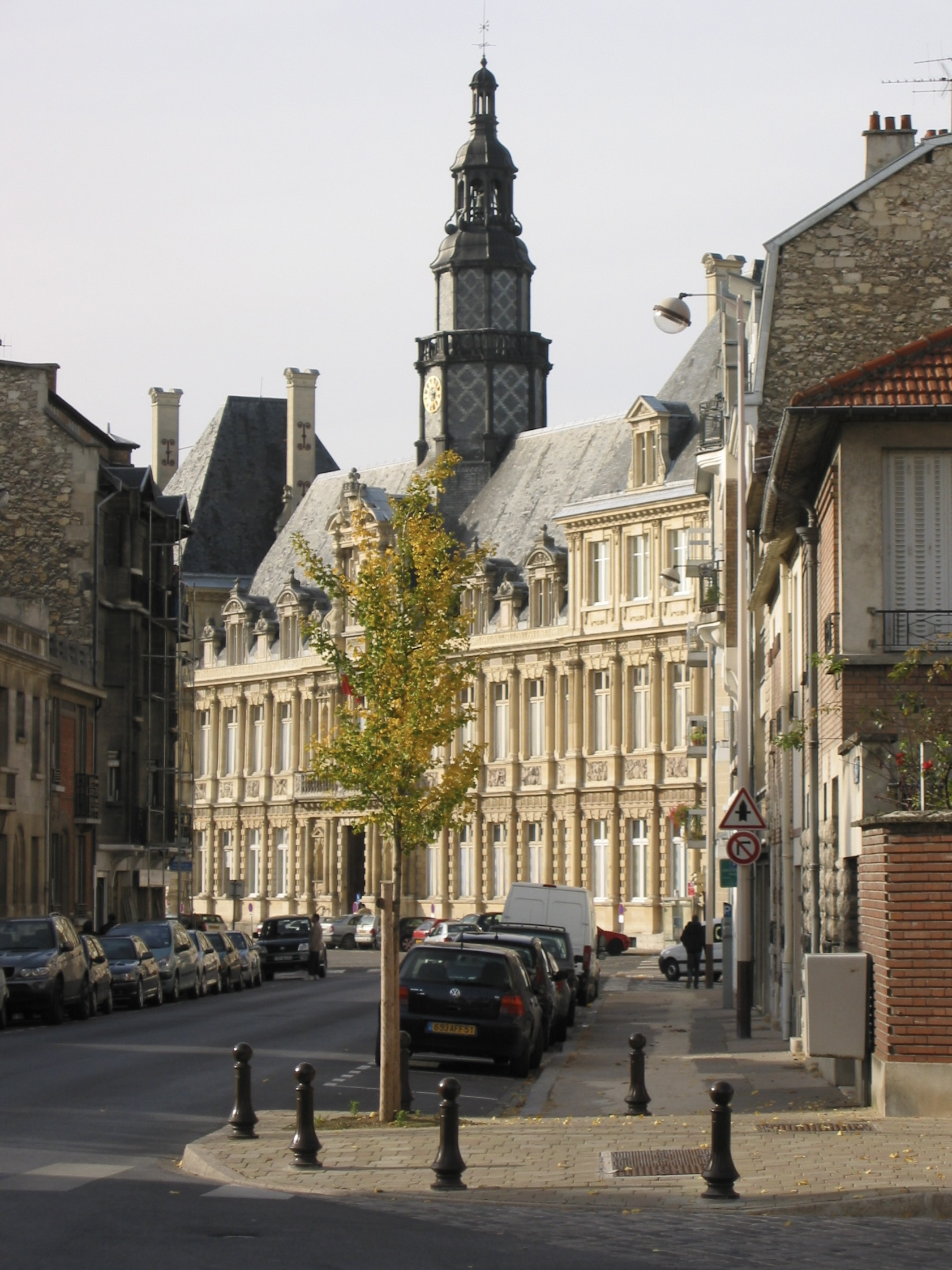
Mairie de Reims : ville de ses jeunes années.
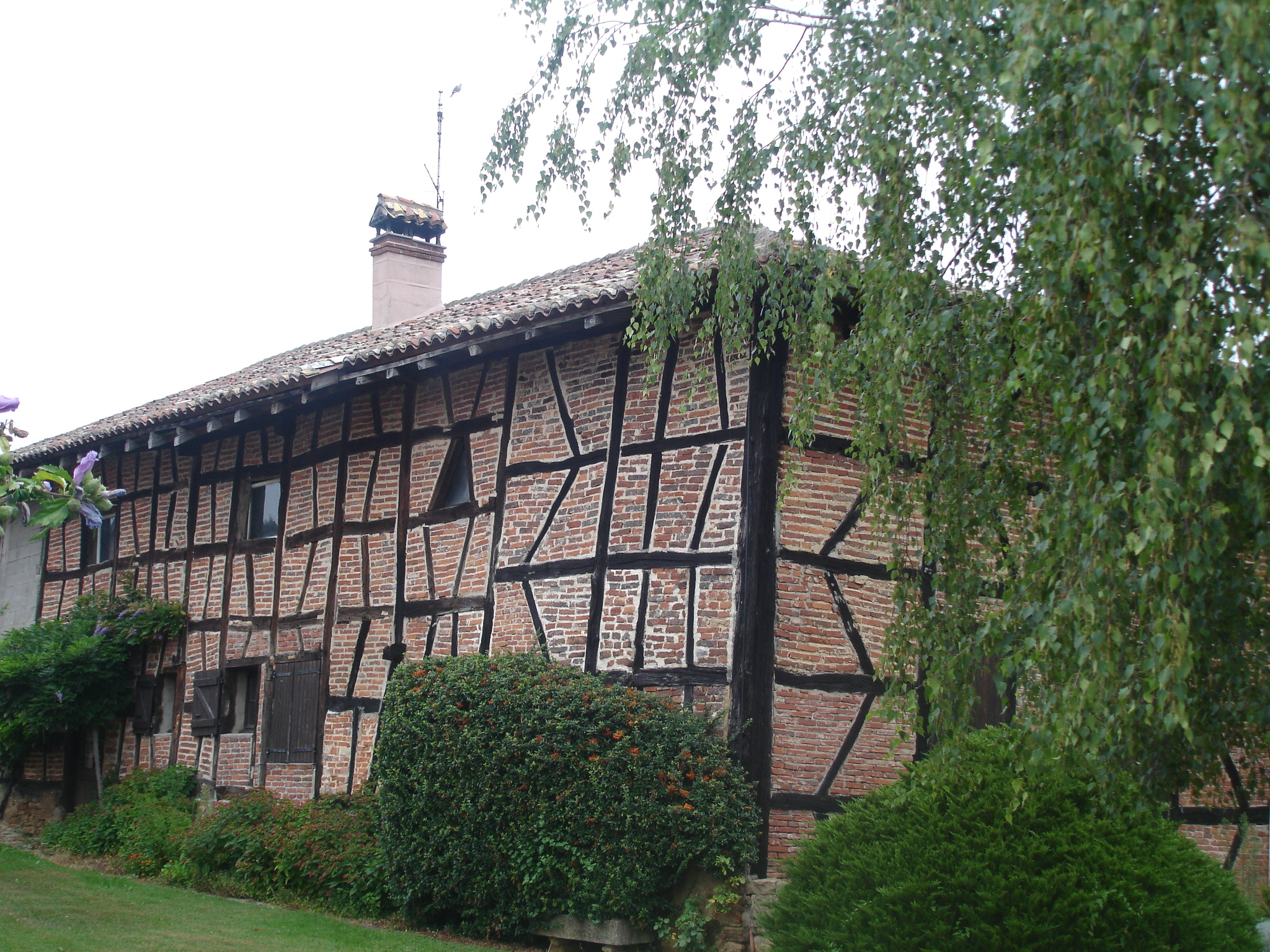
Chavannes-sur-Reyssouze, où il résida.
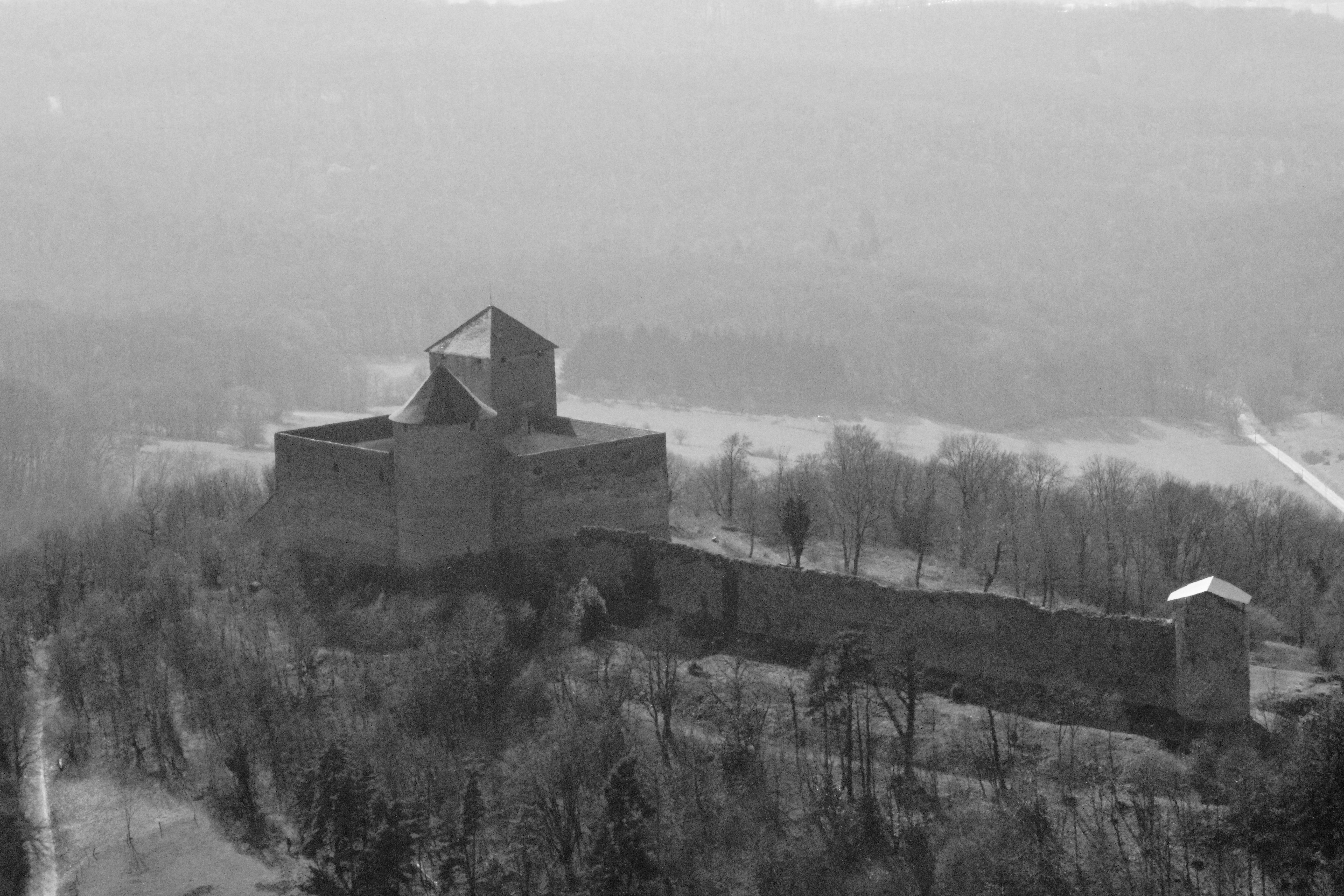
Château des Allymes, dans l'Ain : de Chavannes aux Allymes.
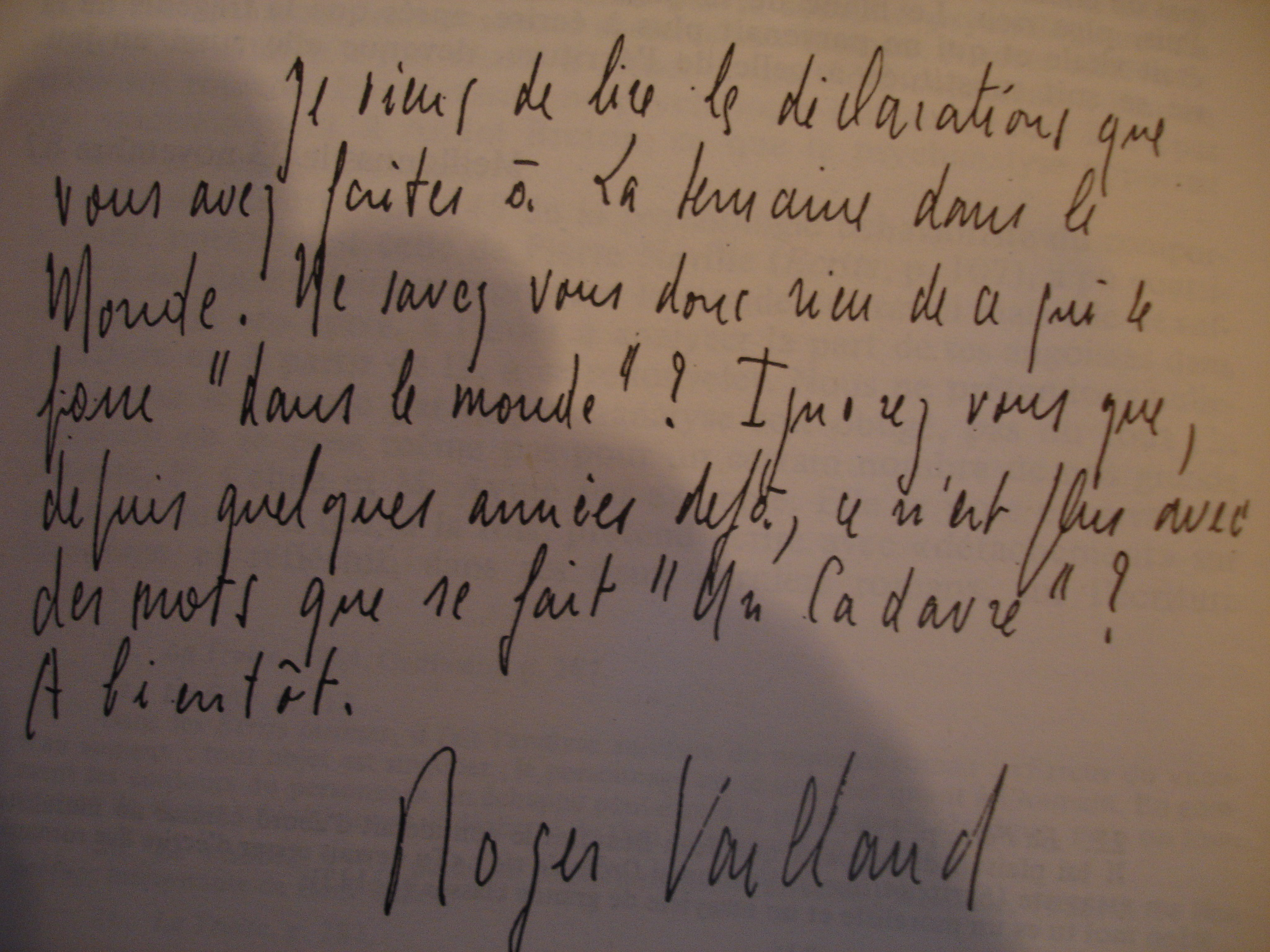
Brouillon d'une lettre à André Breton, 1948, sur le cadavre exquis.
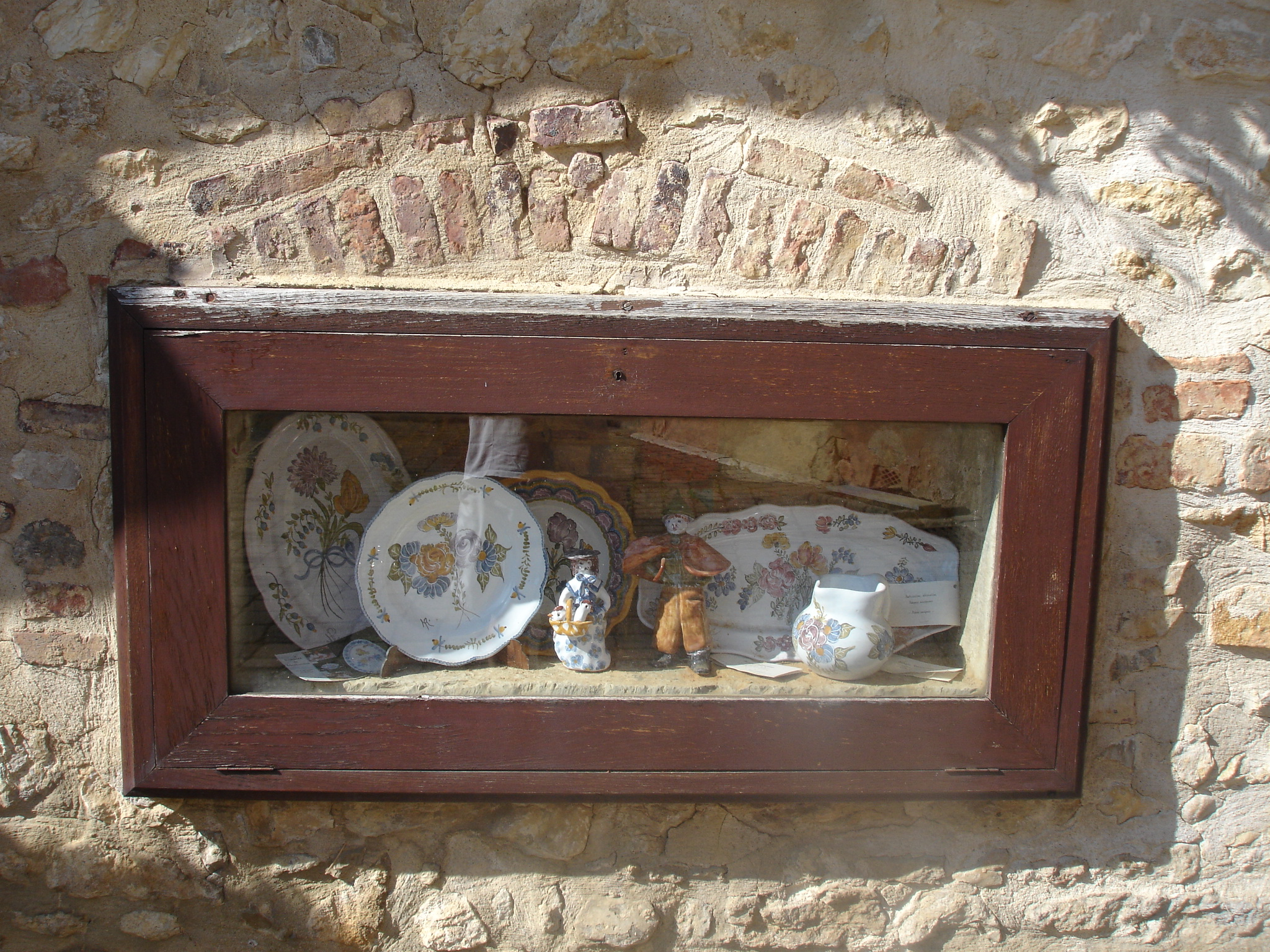
Faïences de Meillonnas.

## Œuvre

### L'écriture chez Vailland
Jean-Pierre Védrines définissait ainsi son écriture : « Le roman chez Vailland est beaucoup plus qu'un muscle, c'est un rouage. »
Pour être en forme comme un sportif et bien écrire, Vailland se mettait en condition. Ainsi écrit-il dans La Fête à propos du héros qui lui ressemble étrangement : « Après un repas léger, Duc s'étendit dans la pièce où il travaillait et dormit pendant une heure. Pendant tout le temps qu'il écrivait un livre, il travaillait régulièrement chaque après-midi, et s'imposait régime ou abstinence, ce qu'il estimait nécessaire pour se tenir dispos pendant les heures consacrées à l'écriture. »
Après la parution de La Loi, interrogé par Madeleine Chapsal, Vailland parle de sa méthode de travail :
Son mécanisme de création est une maturation : il écrit une scène quand elle est figée dans sa tête, il note ce qu'il visualise, puis fait évoluer ses personnages dans ce décor, quitte ensuite à supprimer des éléments de ce décor. Son réalisme est un mélange de séquences biographiques, de réminiscences et de transpositions, le plus souvent reformulées et retravaillées.
Pour illustrer ce processus, on peut reprendre l'exemple de La Fête où Duc explique à Lucie la naissance d'un personnage : « Quand je commence le premier chapitre d'un roman, je ne connais encore que quelques détails : les blue-jeans de la fille, le ton de l'aîné des personnages hommes, le rire du cadet ; de celui-ci, je vois déjà tout le visage ; il rit, il a le regard franc, les cheveux courts, beaucoup d'éclat. Quand je passe au second chapitre, j'en sais déjà beaucoup plus sur eux. » En 1963, il écrira à propos de La Truite : « Écrire un roman, c'est une réponse globale à toutes les stimulations reçues pendant le temps de son écriture. » Il écrit également, dans un article sur Flaubert : « L'engagement particulier de l'artiste, c'est de descendre aux entrailles des choses et de rendre exactement ce qu'il a découvert. »
Roger Vailland parlait rarement de la façon dont se passait son métier d'écrivain mais un jour à Lyon, il se confia à son ami René Ballet qui l'accompagnait :
Voilà Roger Vailland plongé dans la création, avec ses phases de rédaction et de « rêverie active ». Autre témoignage pendant un voyage : Vailland est en Italie, dans les Pouilles, quand lui prend l'envie d'écrire; il plie bagages et rentre immédiatement à Meillonnas. Pour écrire, il a besoin d'une ambiance, d'un cadre strictement défini, d'où son retour précipité chez lui.
« À Meillonnas, tout était fait pour faciliter l'observation de la règle » précise René Ballet ; la maison « est à l'extrémité du village… protégée par de hauts murs. » Et sa femme Élisabeth veille, protège sa retraite, gère la situation. À 19 h 30 précises, il descend et prend un premier whisky. Après un repas frugal, il lit son nouveau texte à Élisabeth et met à jour son célèbre graphique : nombre de pages en ordonnées, nombre de jours en abscisses. La règle spécifie aussi : pas plus de 4 whiskys et se coucher tôt. Mais « toute règle comporte ses indulgences », commente René Ballet. Son bureau est une vaste pièce à deux fenêtres avec entre elles, une longue table de ferme. « Roger s'assoie au centre de la table, le dos tourné aux fenêtres, le dos tourné à la ruelle. Rien dans la pièce ne distrait son attention. » Pièce dépouillée : un divan devant lui, à droite une toile de son ami Soulages, « aux larges aplats sombres », à gauche le graphique d'avancement du livre. Après le repas de midi, il se remet en condition pour écrire, scène qu'il reprendra dans son roman La Fête : sieste, café avec cachet, lecture jusqu'au moment de « l'éveil actif ». Ensuite, il lui faut encore griffonner des dessins, « manière d'attendre écrit-il… une manière de retarder l'épreuve. »
Fin de la première étape : « Le premier jet est « mou » » disait-il. Il travaille alors « en dur », phases de lecture-correction, jusqu'à ce qu'il atteigne la précision et la concision voulue. « Il faut trouver ce qui convient… pour annuler toute liberté, pour arriver à l'objet achevé, parfait,. »

### Les femmes dans ses romans
Les femmes, et en particulier ses héroïnes, jouent un rôle de plus en plus important dans l'œuvre romanesque de Roger Vailland. Déjà, dans ses romans-feuilletons, alors qu'il commençait son métier de journaliste en 1932-1933, Vailland choisissait comme personnages des femmes qui réussissent, comme la Visirova ou Leïla. Cette dernière, jeune femme turque qu'il avait rencontrée lors d'un reportage à Istanbul, se veut moderne, autonome, libérée, libre à l'égard des hommes et des rapports économiques, dans un pays en plein renouveau.
Dans ses trois premiers romans, qu'il publie au lendemain de la guerre, la femme devient prisonnière des contraintes sociales et surtout de ses pulsions :
- Mathilde, dans Drôle de jeu, trahit par amour : elle est finalement exécutée ;
- Roberte, dans Les Mauvais Coups, ne peut vivre ni avec Milan ni sans lui : n'arrivant pas à supporter cette situation, elle se suicide ;
- Antoinette, dans Bon pied bon œil, sent que Rodrigue s'éloigne d'elle irrémédiablement et, malgré ses efforts, ne parvient pas à dominer son destin. Elle se retire loin de Paris et, détail à la portée symbolique évidente, perd un œil.

Les femmes sont des perdantes, dominées par les structures, par le monde masculin qui les entoure. Ce sont des êtres « aliénés par le système », qui tentent de se « débrouiller avec le système », de s'en sortir seules. Le tournant sera pris avec Pierrette Amable, la syndicaliste de Beau Masque, qui s'engage dans un combat collectif et qui, au prix du sacrifice de sa vie privée, remporte une victoire décisive. Cette fois, la femme représente l'avenir et l'homme. Beau Masque, laisse sa vie dans l'aventure.
Roger Vailland dépeint souvent des femmes viriles, dominatrices, à travers un comportement tantôt rigide, tantôt manipulateur. La rigidité, on la retrouve chez Antoinette dans Bon pied, Bon œil, « qui se tient droit, un peu raide » ; dans Drôle de jeu, Paméla est une femme inaccessible et inhibitrice tandis que Lucienne « est trapue, les fesses sont carrées, les hanches droites, la poitrine musclée. » La manipulation est plutôt l'apanage de Frédérique, dans La Truite, qui a « le maxillaire carré » comme Antoinette, un côté androgyne, amazone. À Los Angeles, elle sort de chez le coiffeur « avec le cheveu court, à peine bouclé, plus adolescente que jamais ».

### Le regard de l'écrivain
Roger Vailland écrit dans Expérience du drame : « La vie ne m’apparaissait digne d’être vécue que dans la mesure où je parviendrais à la constituer en une succession de saisons si bien enchaînées qu’il ne resterait plus la moindre place pour la vie quotidienne. »
Dans La Fête, Vailland expose sa théorie du roman. Selon lui, les éléments se mettent en place progressivement, donnant peu à peu moins de liberté à l'auteur, même « en tirant au sort » les données initiales de l'histoire, le roman conserve le même sens : « Mon poids dans le moment où je l'écris, le poids de l'homme à la recherche de sa souveraineté. »
Dans l'article « Du métier d'écrire », paru dans Entretiens, Roger Vailland, Alain Sicard évoque technique d'écriture et objectif de l'écrivain :
- question : « Peut-on continuer à écrire des romans comme au XIXe siècle ? »
- réponse : « Non » disent les deux écrivains de La Fête, Duc et Jean-Marc.

« La passion du réel, ajoute Alain Sicard, constitue chez Vailland une attitude fondamentale. » La réalité la plus tangible du monde est toujours présente dans ses romans. On peut en citer quelques exemples significatifs :
- son analyse socio-économique de la campagne bressane dans Drôle de jeu ;
- les réflexions de géologue dans un paysage de l'Aubrac à la fin de Bon pied Bon œil ;
- la description de l'usine de Rambert dans La Truite ;
- les références botaniques dans La Fête[27].

Décrire au plus près, dans le détail et la précision, c'est pour lui « saisir le réel dans sa singularité. » Le rôle du romancier est de « faire le poids » de cette singularité pour saisir par exemple un être comme Lucie, dans sa totalité et dans ce qui fait l'essence de sa personnalité. L'expression qu'il utilise — « faire le poids » — est symptomatique de sa démarche, qui repose sur la précision d'une description à l'aide d'un langage poétique (style, images…) lui permettant de rendre compte de la complexité du réel tout en retenant l'essentiel. Il emploie pour cela une large panoplie de moyens où le narrateur intervient parfois : mélange de narration objective et de réflexion personnelle, dialogue classique ou commenté. La variété des moyens utilisés, sa passion du réel alliée à son « parti pris d'intervention » lui permettent d'approcher la réalité d'un personnage et de le peindre dans sa vérité profonde.

### Vailland et le cinéma
Roger Vailland a été tour à tour critique de cinéma dans sa jeunesse, scénariste, adaptateur-dialoguiste et a participé à l'adaptation de plusieurs de ses romans. Malgré les compétences et les connaissances ansi acquises sur le cinéma, il n'est jamais passé derrière la caméra.

#### Le critique

Titre de Paris-Midi.

En 1928-29, Roger Vailland devient pendant plusieurs mois critique de cinéma à Paris-Midi, où il est aussi journaliste, puis à Cinémonde en 1929-30. Ses critiques seront reprises dans ses Écrits journalistiques (Chronique, tome I) puis dans le livre consacré au cinéma des années 1930. Mais dès 1928, il a pourtant envisagé de travailler comme assistant réalisateur. Tout jeune, le cinéma, qui ne découvre qu'à peine le parlant, semble le tenter.
En 1959, il ira jusqu'à dire : « J'ai fait des adaptations, des dialogues, des scénarios ; j'aimerais assez maintenant faire le tout. » Mais ce ne sont que des velléités. Pour Vailland, le cinéma n'est pas comme pour son ami Roger Gilbert-Lecomte, « un mode de connaissances, une forme de l'esprit. »
En fait, il est surtout intéressé par les aspects sociologiques du cinéma : en 1927 il annonce à René Daumal, dans une lettre, qu'il va donner une conférence sur le thème « l'évolution actuelle du cinéma ». Roger Vailland aborde essentiellement le cinéma avec un regard d'écrivain ou de journaliste. Ainsi titre-t-il dans Paris-Midi : « Une soirée économique : un cinéma à dix sous » ou dans Cinémonde : « Quels sont les mystérieux spectateurs qui fréquentent en semaine les permanents des boulevards ? » Pour présenter un film, il évoque surtout ses impressions sur la salle, le public ou les conditions de tournage, interview les vedettes et s'intéresse au premier film en relief. Le cinéma s'estompe ensuite, disparaît peu à peu de sa vie, au profit de travaux d'écriture qu'il ne publie pas.

#### Le scénariste
« Rien ne me prédisposait à écrire le scénario et les dialogues du film qu'on allait tirer des Frères Bouquinquant. » C'est par ce projet qu'il renoue avec le cinéma. Comme tous ceux qui vont suivre, c'est un travail de commande, et bâtir un scénario à partir d'un roman est pour lui comme un exercice de style. Dans un document inédit, « Éloge de la censure au cinéma », il fait le point sur son rapport au cinéma, note la différence entre la perception du mot et de l'image, « le mot, écrit-il, est plus fort que l'image, il la mange comme un acide. » Il pense qu'il existe une différence de nature entre le roman et le cinéma car « l'auteur exécute d'abord ; c'est l'œuvre qui lui révèle son projet. » Il veut rester libre du jeu, seul face à l'écriture et rejette les contraintes du cinéma. À Madeleine Chapsal, il fera cette confidence : « Pour être content du cinéma, il faudrait être en même temps réalisateur, auteur, producteur […] sinon… c'est du déplacement de capitaux. »

##### Les réalisations abouties

Gina Lollobrigida, héroïne de La Loi.

Après son activité de critique de cinéma, Vailland passe donc à celle de scénariste, collaborant notamment avec Louis Daquin de 1947 à 1952 puis avec Roger Vadim dans les années 1960 :
- avec Louis Daquin, on peut citer : Les Frères Bouquinquant, d'après Jean Prévost, en 1947, La Grande Lutte des mineurs, un court métrage de 1948 sur la grève des mineurs de 1948, Bel Ami, adapté du roman de Maupassant en collaboration avec Vladimir Pozner (1954), œuvre largement censurée[33] ;
- avec Roger Vadim (1960-1963) : Les Liaisons dangereuses, d'après Pierre Choderlos de Laclos, en 1960, Et mourir de plaisir, scénario de Roger Vailland d'après Carmilla (La Rose et le Sang) de Sheridan Le Fanu, en 1960, Le Vice et la Vertu, d'après Sade, scénario de Roger Vailland, en 1963 ;
- également dans les années 1960 : Les Mauvais Coups de François Leterrier, adaptation de son roman par Roger Vailland, en 1961, La Novice, d'Alberto Lattuada, scénario de Roger Vailland d'après Lettere di una novizia, de Guido Piovene, en 1961, Le Jour et l'Heure de René Clément, adaptation et dialogues de Roger Vailland, 325.000 francs, coadaptation de son roman avec Jean Prat, en 1964.

Deux témoignages sont révélateurs sur le travail de scénariste de Vailland : ceux de François Leterrier et Alberto Lattuada.
Roger Vailland et François Leterrier font connaissance à l'occasion d'un numéro de la revue La Nef où Leterrier publie un article sur La Loi. Il propose à Vailland d'adapter au cinéma son deuxième roman Les Mauvais Coups, qu'il avait particulièrement aimé. Il passe plus d'un mois à Meillonnas chez les Vailland pour travailler sur le scénario : « Vailland procédait très méthodiquement, un peu comme pour ses romans : courbes de production, graphiques, plans… […] Il s'interrompait volontiers quand il avait le sentiment qu'il s'ennuyait. »
Adapter Les Mauvais Coups a été pour Roger Vailland une épreuve l'obligeant à repenser à sa rupture dramatique avec sa première femme Andrée Blavette, dite Boule, temps de drame de l'amour-passion et d'une nouvelle cure de désintoxication, rupture dont l'écriture du roman l'avait aidé à se libérer. Vailland a finalement été satisfait du film qui a bénéficié il est vrai de la superbe interprétation du rôle de Roberte par Simone Signoret.
Alberto Lattuada, pour sa part, considère sa collaboration avec Vailland comme « un moment particulièrement passionnant de [sa] longue carrière metteur en scène. » Celle-ci porte sur l'adaptation de Lettere di una novizia (La Novice), roman de Guido Piovene, et c'est l'occasion de longs échanges sur toutes les formes d'art et leur place dans l'époque. Le thème principal du film, l'hypocrisie dans une famille de la haute bourgeoisie qui nie une trouble rivalité amoureuse entre la mère et sa fille, fait l'objet de grandes discussions entre eux sur la fin de l'histoire, sur la notion de culpabilité et l'impact de la société dans les évolutions des individus.

##### Les projets avortés
Mais certains des scénarios de Vailland n'ont pas été réalisés. Parmi ceux-ci, Le Roman du prisonnier et Chambre obscure.
Le Roman du prisonnier : on en conserve[Où ?] le scénario élaboré, écrit par Vailland avec le cinéaste Pierre Chenal. Ce dernier, réalisateur et ami de Roger Vailland, a donné quelques précisions sur ce projet. Il appréciait « l'acuité » de Vailland — qui avait déjà une expérience de scénariste avec Les Frères Bouquinquant. Vailland entreprit de bâtir un scénario à partir du roman d'un auteur allemand célèbre dans les années 1930, Hans Fallada, anti-nazi qui mettait souvent en scène les gens du peuple. Intitulé en français Le Roman du prisonnier (le titre original Wer einmal ans dem Blechnapf frisst signifie littéralement « celui qui a bouffé une fois dans la gamelle de fer-blanc »), le livre, assez sombre, brutal même dans le milieu carcéral qu'il décrit, traite de l'impossible réinsertion d'un homme qui vient de sortir de prison, un homme condamné à la récidive. Le projet prend corps, et Chenal et Vailland contactent Jean Genet pour des dialogues plus « réalistes ». Paradoxalement, le héros du roman est soulagé de son retour en prison, se sentant plus libre dans ce milieu fermé — dur mais protégé — que face à la sévère réalité de l'extérieur. Ce qui se dégage de cette vie, c'est un choix inconscient entre la dure sécurité du milieu carcéral et la liberté chèrement acquise à l'extérieur. On retrouvera peu après cette ambiance carcérale dans le livre de Vailland Un jeune homme seul où à la fin, Favart, son héros, découvre en prison une certaine fraternité qui le mènera au sacrifice.
Chambre obscure : l'intérêt de ce projet de scénario datant de 1962, réside surtout dans le personnage de Michèle, « une fille moderne, des années twist ». Le scénario la présente plus précisément comme « une sauvage, une bohémienne qui gigote en minijupe » mais qui est en même temps fascinée par la société de consommation. Kretchmar, son amant, lui donne de l'argent pour meubler sa garçonnière et elle en profite, choisit un fauteuil relaxing avec télécommande, un cosy corner… critique d'une société de consommation qu'on retrouve dans La Truite.
Et justement, écrit Alain Georges Leduc, « La Lucie de La Fête s'est affranchie, Michèle est le parfait trait d'union entre La Fête et La Truite. » Ici Kretchmar le macho va payer et finir par devenir aveugle.

## Itinéraire de la souveraineté

### De la souveraineté
En même temps que l'horreur de la guerre, Roger Vailland découvre la duplicité des adultes. Il a douze ans à la fin de la guerre, au moment où sa famille déménage à Reims. Il se sent trahi par ce père, cette mère qui lui ont tant vanté la France, la famille, l'armée, par cette société arc-boutée sur le nationalisme, le dévouement, le sacrifice. Déception et rébellion, révolte menant au rejet des valeurs et au surréalisme. « Les surréalistes, écrira-t-il dans Réflexions, furent en leur temps le sel français de la France. Ils poussèrent l'irrespect jusqu'à ses plus extrêmes limites. »
Désenchantement des années 1930 dont il donne un aperçu dans Drôle de jeu : « Enfants de la bourgeoisie fréquentant les écrivains et les artistes, trouvant sans trop de difficultés l'argent nécessaire pour les soûleries de Montparnasse et les voyages d'amour dans les Maures ou en Corse, ignorant encore l'humiliation de vendre son temps contre un salaire, de faire un travail qu'on n'aime pas dans l'unique but de passer à la caisse. »

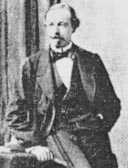
Gobineau en 1864.

En 1942, la Résistance va le réconcilier avec lui-même et lui permettre de trouver sa place dans la société, d'aller l'amble avec elle. Dès lors, l'homme souverain doit rester maître face aux dénonciations, à l'arrestation, à la Gestapo, face aussi à l'amour, au libertinage et à la maîtrise de Valmont face à la possession, qui humilie et mène à l'esclavage. Germain, le second de Duc à l'époque de la Résistance, résiste à la Gestapo, à la douleur absolue, à la torture. Rodrigue, le « bolchevik » de Bon pied bon œil, incarnera aussi pour Roger Vailland une forme de résistance. Beau Masque y laissera la vie et Busard, malgré son obstination, à cause de son individualisme, un bras.
Après 1956, il revint à un certain esthétisme, exaltant « la bande des co-mourants » dans La Fête, évoquant un « club idéal qui ne grouperait que des êtres de même qualité, selon leur affinité, » ces Affinités électives de Goethe dont il parle dans ses Écrits intimes.  Dans La Truite, il fait référence aux deux amies de la bande qui ont trouvé calme et sérénité, Mariline « toujours en train d'imaginer quelque chose qui pourrait rendre heureux ses amis, » Clotilde devenue « un cœur tendre et une nature sensible. »
Lors de la parution de La Truite, Roger Vailland déclare dans une interview aux Lettres françaises : « J'entends par souverain, le souverain de soi, ce qui implique une réflexion, un mûrissement et un équilibre entre soi et la société, ce qui au passage est impossible dans une société de lutte des classes. »

### De l'évolution
Roger Vailland ressemble souvent à ce portrait cursif que dresse de lui Max Chaleil : « Visage à l'emporte-pièce, buriné et aigu comme une lame, qui vous fixe et se fixe, impitoyablement. » Ce visage a une histoire et une histoire mouvementée : beaucoup de luttes et d'affrontements avec les autres et avec lui-même. Il est le produit de l'écriture et du journalisme, des nuits blanches et des voyages sur pratiquement tous les continents, de ses rapports conflictuels avec son milieu, des incompréhensions sur la signification de son œuvre, y compris avec La Truite. Son œuvre est le fruit de tout cela et, concernant sa personne, de son instabilité et des contradictions qu'il tente de surmonter, ou en tout cas, de concilier au mieux.

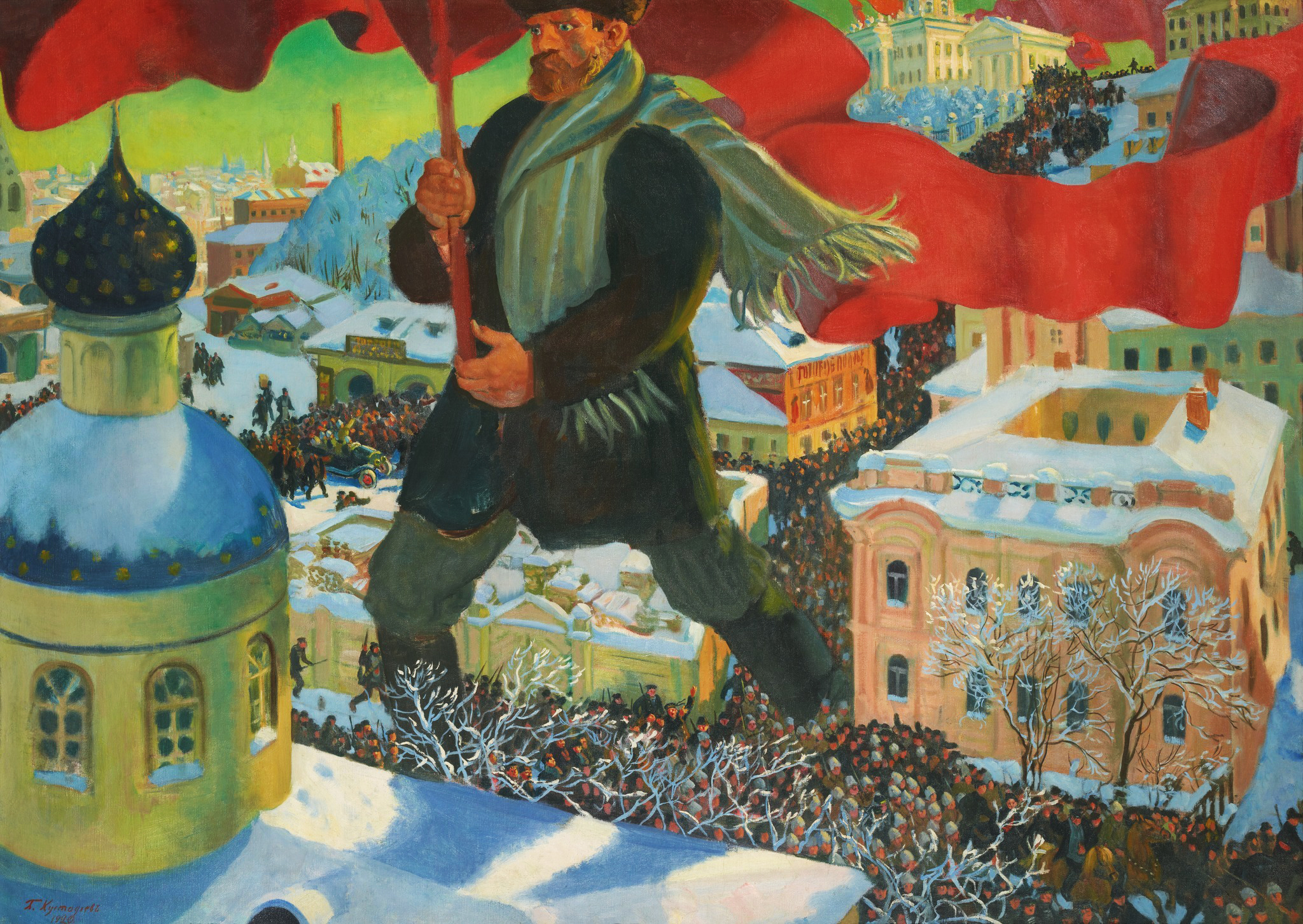
Le Bolchevik.

Il aura retenu de son maître Arthur Rimbaud que la poésie ne se mesure pas tant à l'aune des mots qu'à celle des actes accomplis : « Rimbaud sera le guide car il fonde cette poésie agissante que le jeune Vailland revendique. » Vailland va voir ses deux amis René Daumal et Roger Gilbert-Lecomte sombrer dans la drogue et la maladie, pour en mourir en 1943-44, à l'âge de 36 ans : cette dérision des mots est aussi un élément essentiel qui explique ses difficultés à écrire jusqu'à Drôle de jeu.
Il rejette la grisaille de la vie quotidienne, sera noctambule libertin, engagé dans la Résistance puis dans le communisme, à la recherche de l'homme de qualité. Il aime changer de peau et sera vu très différemment selon qu'il est militant du parti ou bon maître retiré à Meillonnas, à la fois lucide et plein d'illusions. En fait, il essaie de tendre vers l'unité, « aux Allymes autour de la politique comme à Meillonnas plus tard, autour de l'écriture, toujours obsédé par cette même exigence : être souverain. »[réf. nécessaire]
La saison communiste s'achève sur un échec. Il le reconnaît lui-même dans ses Écrits intimes où il confesse : « Il est absurde et criminel envers soi-même de donner à l'histoire plus qu'elle n'est capable de vous rendre, soi-même vivant (si on ne croit pas au paradis, à l'enfer...) » La souveraineté est sa réponse, assistée par le regard froid de cet homme souverain. Ultime pied de nez à l'Histoire et à ses exégètes, il écrit peu avant sa mort un Éloge de la politique, qui brasse les cartes avant une nouvelle donne que la mort interrompra. Il n'ira pas en Amérique du Sud comme il en rêvait alors, à la recherche d'un nouveau bolchevik caché quelque part dans la forêt amazonienne ou dans les montagnes de Bolivie.

### Du libertinage
Si Roger Vailland eut un penchant pour le XVIIIe siècle, ceci tient essentiellement à son goût du bonheur, « on trouve au milieu du XVIIIe siècle une conception internationale du bonheur » écrit-il dans son Éloge du cardinal de Bernis, également due à des hommes qui se sont affirmés contre la hiérarchie et les préjugés de leur époque :

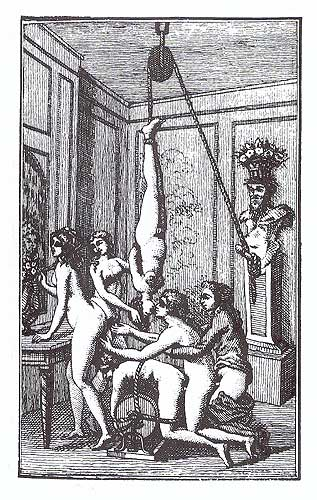
Sade le libertin.

- des aventuriers comme Casanova qui donna parfois un coup de pouce au destin, un homme libre, éloigné de la religion, à la prose nerveuse car « le ronronnement de la prose est un défaut essentiellement bourgeois » écrit Vailland dans Quelques réflexions sur la singularité d'être français.
- des hommes de pouvoir tels que Choderlos de Laclos ou le cardinal de Bernis qui furent au début de leur carrière des hommes de plume. Par sa seule volonté, Bernis s'imposa dans une société statique qui ignore le brassage social. Bernis est trop pauvre pour accéder à la carrière des armes. « Laclos était un affreux besogneux que son petit nom et son absence de fortune contraignirent à faire carrière dans les garnisons de provinces. » Les Liaisons dangereuses, critique virulente de l'aristocratie, vont dès leur publication, largement le desservir. Heureusement, la Révolution vint redistribuer les cartes et favoriser Laclos. Dans son essai biographique Laclos par lui-même, Vailland montre bien les difficultés qu'a rencontrées Laclos avec l'aristocratie dirigeante de l'armée.

Le libertinage souverain de La Fête avec Lucie, parfaite mise en application de la méthode initiée par le couple Valmont-Merteuil des Liaisons dangereuses, laissera place à la fin de sa vie, à une réflexion dont il dit dans les Écrits intimes : « Je crois que je serais maintenant capable d'écrire un livre sur moi-même, ce qui à mon âge et après mes précédents livres, est bien le comble du détachement de soi. » (Écrits intimes, p. 483)

### Culture et souveraineté
Pour les intellectuels communistes, tel que l'a été Vailland à une époque, se posait la question de savoir s'ils suivaient « la ligne du parti », c'est-à-dire les préceptes du réalisme et d'être un écrivain au service du peuple. Vailland a plutôt abordé la question de façon détournée dans De l'amateur par exemple, qui ne paraîtra dans Le Regard froid qu'en 1963, « Les socialistes n'ont pas encore eu le temps de broyer assez de couleurs pour s'apercevoir que ce qui est réel, ce n'est pas le modèle. C'est la peinture. »

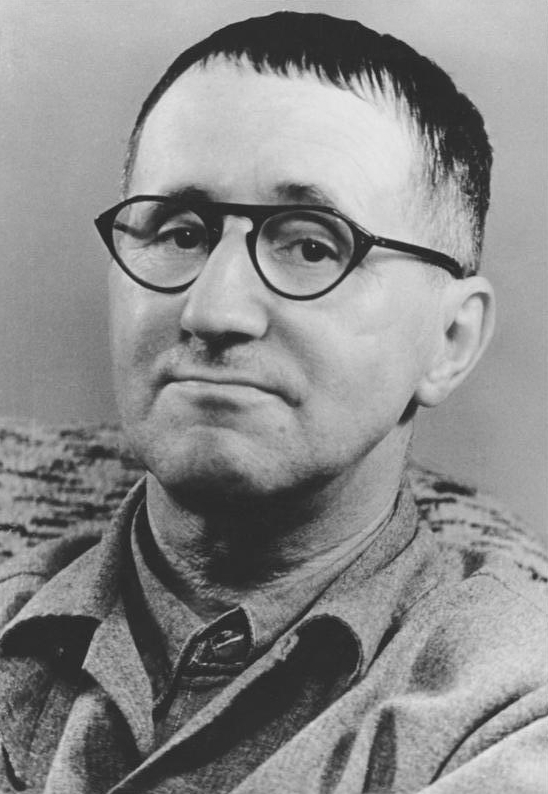
Brecht en 1948.

Dans Le Surréalisme contre la révolution, il différencie la culture populaire, le respect de l'ouvrier pour les grandes œuvres comme La Joconde et la culture bourgeoise, à laquelle il appartenait alors, qui n'hésitait pas à affubler La Joconde d'une paire de moustaches. Il remplira en tout cas la première obligation du bon intellectuel communiste rappelée par François Billoux dans La Nouvelle Critique en 1951 : son premier devoir est de militer.
Vailland n'aborde quasiment pas la question du réalisme socialiste, même dans Expérience du drame où il prend essentiellement le contre-pied des thèses de Bertolt Brecht. Sur le plan doctrinal, il est en phase avec la ligne officielle du Parti, tel qu'il le précise dans ses Écrits intimes : « Il faut avoir l'audace de dire qu'il n'y a pas de culture en dehors du peuple. » (page 194) ou encore « Dans les circonstances actuelles, il n'est plus possible pour moi comme pour toi, d'écrire autrement que dans une perspective totalement communiste. » (page 271, lettre à Pierre Courtade).
Intellectuellement, Roger Vailland adhère bien aux thèses du Parti mais c'est à partir de sa propre expérience et sans aucune recherche de caution qu'il écrit 325.000 francs et Beau Masque. Sa démarche de romancier correspond simplement à ses préoccupations de l'époque et à son activité de militant. Il reste lui-même, dans ses choix de thématiques, libre et souverain. Christian Petr définit bien cette problématique dans un article paru dans la revue Europe : « Beau Masque et 325.000 francs sont la proposition et la mise à l'épreuve d'une éthique de la souveraineté qui reste indissociable du combat politique des communistes. » Ses derniers romans intégreront cette éthique de la souveraineté en intégrant ce retour à l'individualisme propre à cette période.

## Œuvre

### Romans
- Drôle de jeu, prix Interallié, Corrêa, Paris, 1945
- Les Mauvais Coups, Le Sagittaire, 1948, 253 p.
- Bon pied, bon œil, Corrêa, Paris, 1950, 240 p.
- Un jeune homme seul, Corrêa, Paris, 1951, 253 p, réédité chez Grasset-Fasquelle en 2004
- Beau masque, Gallimard, Paris, 1954, 335 p.
- 325.000 francs, Corrêa, Paris, 1955, 264 p, réédité chez Buchet-Chastel en 2003
- La Loi, prix Goncourt 1957, Gallimard, Paris, 315 p.
- La Fête, Gallimard, Paris, 1960, 287 p.
- La Truite, Gallimard, Paris, 1964, 253 p.

### Nouvelles et adaptations
- Une fille de roi, nouvelle inédite de Roger Vailland, Adam no 30, puis L'Harmattan, 1999
- Saint-Tropez, nouvelle inédite de Roger Vailland, revue Europe, 1988
- Ulysse dans la cité, adaptation d'un ouvrage du poète roumain Ilarie Voronca, Le Sagittaire, 1933

### Théâtre
- Héloïse et Abélard, prix Ibsen, pièce en trois actes, Corrêa, 1947
- Le colonel Foster plaidera coupable, pièce en cinq actes, Éditeurs français réunis, Paris, 1952. Réédition chez Grasset en 1973, 153 p. avec une préface de René Ballet
- Monsieur Jean, pièce en trois actes, Gallimard, Paris, 1959
- Batailles pour l'humanité, texte dramatique, Éditions de l'Humanité, 1954
- Appel à Jenny Merveille, pièce radiophonique, 1948, France-Illustration littéraire et théâtrale, no 23 du 15/11/1948, insérée dans les Écrits intimes.
- La Bataille de Denain, pièce inachevée de Roger Vailland, extraits dans la revue Entretiens, 1970

### Essais
- Quelques réflexions sur la singularité d'être français, Jacques Haumont, 1946
- Esquisse pour un portrait du vrai libertin, Jacques Haumont, 1946
- Le Surréalisme contre la révolution, Éditions Sociales, 1948. Réédité par les Éditions Complexe, Bruxelles, 1988, et par Delga, Paris, 2007
- Expérience du drame, Corrêa, 1953. Réédité par les Éditions du Rocher, Monaco, 2002
- Laclos par lui-même, Seuil, Paris, 1953. Rééd. Les Liaisons dangereuses, Grasset, coll. « Les Cahiers rouges », Paris, 2015
- Éloge du cardinal de Bernis, Fasquelle, Paris, 1956.
- Les Pages immortelles de Suétone, Buchet-Chastel, 1962. Réédité par les Éditions du Rocher, Monaco, 2002
- Le Regard froid : réflexions, esquisses, libelles, 1945-1962, Grasset, Paris, 1963, réédité en 1998, recueil de textes inédits ou déjà publiés, réédité par Grasset-Fasquelle en 2007

### Textes divers
- Fulgur, roman-feuilleton collectif auquel a participé Roger Vailland, paru en 1927 dans L'Yonne républicaine, réédité chez Julliard, 1992, 370 p.
- Pour et contre l'existentialisme, débat publié par les Éditions Atlas avec Jean-Bertrand Pontalis, Julien Benda, Jean Pouillon, Emmanuel Mounier, Francis Jeanson, Roger Vailland, 1948

#### Récits
- Un homme du peuple sous la Révolution, (la vie de Jean-Baptiste Drouet, coécrit avec Raymond Manevy), feuilleton dans Le Peuple, 1937. Corrêa, 1947. Gallimard, 1979.
- Suède 1940, Paris, Le Sagittaire, 1940, 95 p.
- Roger Vailland, correspondant de guerre : 1944–45 :
  - La Dernière Bataille de l'armée De Lattre, Paris, Éditions du Chêne, 1945
  - La Bataille d'Alsace, Paris, Jacques Haumont, 1945
  - Léopold III devant la conscience belge, Paris, Éditions du Chêne, 1945
- Le Héros de roman, texte d'une conférence de 1952, publié dans L'Humanité du 19 novembre 1984

#### Récits de voyages
- Boroboudour, voyage à Bali, Java et autres îles, Corrêa, 1951. Réédité par les Éditions du Sonneur, avec une préface de Marie-Noël Rio, Paris, 2008.
- Choses vues en Égypte, Paris, Défense de la paix, 1952
- La Réunion, Rencontre, 1964. Réédition Kailash, 1998
- Voyages (recueil des trois précédents), Gallimard, 1981

#### Articles
- « L'amour est à réinventer », Revue La Nef, 1950
- « Esquisse d'une description critique », Les Temps modernes no 142, décembre 1957
- « L’émigré », dans Mazarin, ouvrage collectif, p. 226–255, SEPE 1959, Hachette, 1963
- Interview de Roger Vailland, Les Écrivains en personne, Julliard, 1960
- « Coulentianos », Revue L'Arc no 18, parmi des textes d'Albert Camus, Bernard Pingaud, Pierre Jean Jouve, André Pieyre de Mandiargues… 1962
- Revue littéraire Le Croquant, articles de Roger Vailland en 1987, 1988 et 1995
- « Nouvelles réflexions sur le cinéma », Cahiers Roger Vailland no 7, dossier : Roger Vailland et l’image, juin 1997
- Avec Claude Roy, « La recherche du bonheur est le moteur des révolutions », Action, juin 1948, repris dans Le Magazine littéraire, décembre 1991
- « Avant les 24 Heures du Mans », Paris, Fayard, 1962
- « Leïla ou les ingénues voraces », série de reportages lors de son voyage en Turquie, 1932

#### Préfaces
- Les Liaisons dangereuses, Choderlos de Laclos, préface de Roger Vailland, Paris, Club du Livre du Mois, 1955
- Les Mémoires de Casanova, préface de Roger Vailland, Paris, Club du Livre du Mois, 1957
- Tableaux des mœurs du temps dans les différents âges de la vie, Crébillon fils, préface de Roger Vailland, Paris, Cercle du Livre précieux, 1959, réédition Jean-Claude Lattès, 1980
- Les Pléiades, de Gobineau, préface de Roger Vailland, Paris, Livre de poche, 1960
- Sur Manon Lescaut, préface de Roger Vailland, Éditions Lucien Mazenod, 1967

### Œuvres et éditions posthumes
- Écrits intimes, Gallimard, Paris, 839 p, 1968
- Entretiens, Roger Vailland, recueil de témoignages et d'articles sur Roger Vailland, contient aussi des inédits du romancier, Subervie, 1970
- Lettres à sa famille, préface et notes de Max Chaleil, Gallimard, Paris, 315 p, 1972
- Roger Vailland, recueil rassemblant Drôle de jeu, Un jeune homme seul, Beau masque, 325.000 francs et La Fête, Livre club Diderot, collection « filigrane », 1974, 1104 pages

- Le Saint Empire, Éditions de la Différence, collection Paroles, Paris, 1978
- Écrits journalistiques :
  - Chronique des années folles à la Libération : 1928-1945, préface de René Ballet, Éditions sociales, Paris, 1984, 504 p, réédité chez Buchet-Chastel en 2003
  - Chronique d'Hiroshima à Goldfinger : 1945-1965, préface de René Ballet, Éditions sociales, Paris, 526 p, 1984
- La Visirova, paraît en feuilleton en 1933, préface de René Ballet, Paris Messidor, 199 p, 1986
- L'Épopée du Martin-Siemens, préface de René Ballet, Montreuil, CCAS, 1991
- Cortès, le conquérant de l'Eldorado, paraît en feuilleton en 1941, Paris Messidor, 215 p, 1992
- N'aimer que ce qui n'a pas de prix, Éditions du Rocher, 1995
- Les Hommes nus, nouvelle écrite en 1924-25, Éditions Du Rocher, 1996[38]
- Trois romans, Bernard Grasset, 1989, (contient : Les Mauvais Coups, Bon pied bon œil et Un jeune homme seul)

Voir aussi les Œuvres complètes, ci-dessous
Aux éditions Le temps des cerises, collection « Cahiers Roger Vailland » :
- Marat-Marat, 1995
- Le Conservateur des hypothèques, chroniques parues dans Action en 1951-52, 1996
- Comment travaille Pierre Soulages ?, — Le Soleil fou, — L’Émigrant, — Éloge de la politique, 1998[39]
- Le Cinéma et l’Envers du cinéma dans les années 1930, 1999 ;
- Quelques réflexions sur la singularité d'être français, — Aphorismes, 2000
- Le Regard froid et De l’amateur, 2001
- Écrits journalistiques : avant les 24 heures du Mans, 2004.

### Films et spectacle
Voir aussi la sous-section Adaptations.
- 1954 : Bel-Ami de Louis Daquin, coadaptation avec Vladimir Pozner, d'après Maupassant
- 1954 : Batailles pour l'Humanité, spectacle présenté au Vélodrome d'Hiver
- 1960 : Et mourir de plaisir de Roger Vadim, scénario de Roger Vailland
- 1960 : Les Liaisons dangereuses 1960 de Roger Vadim, adaptation du roman de Choderlos de Laclos et dialogues de Roger Vailland (cassette Régie vidéo, 2001 ; DVD vidéo Julliard monoface zone 2)
- 1961 : Les Mauvais Coups de François Leterrier, adaptation par Roger Vailland de son roman
- 1961 : La Novice, d'Alberto Lattuada, scénario de Roger Vailland
- 1962 : Le Jour et l'Heure de René Clément, adaptation et dialogues de Roger Vailland (1962) (cassette vidéo Film office éditions, 1998)
- 1963 : Le Vice et la Vertu de Roger Vadim, scénario de Roger Vailland (cassette René Château vidéo, 1996)
- 1963 : Ce monde interdit (Questo mondo proibito) de Fabrizio Gabella, d'après une idée de Roger Vailland[40]
- 1964 : 325.000 francs, coadaptation de son roman avec le réalisateur Jean Prat

Projets non réalisés :
- The rescue d'après Joseph Conrad (texte conservé à la médiathèque Elizabeth & Roger Vailland de Bourg-en-Bresse)
- La Saison chaude de Saint-Germain-des-Prés, avec Pierre Kast (texte conservé à la médiathèque Elizabeth & Roger Vailland de Bourg-en-Bresse)
- Le Roman du Prisonnier, d’après Hans Fallada, projet avec le réalisateur Pierre Chenal, dialogues de Jean Genet

- Vacances à la mer (1949)

- El Desdichado (1950)
- Le Parricide (1951), publié dans Roger Vailland : N’aimer que ce qui n’a pas de prix

- Quatrevingt treize, d'après Victor Hugo et Le bonheur se gagne tous les jours, avec Jorge Semprún (1952)
- La capitale s'appelle Varsovie (1953), publié dans Roger Vailland : N’aimer que ce qui n’a pas de prix
- Charette (1960) (texte conservé à la médiathèque Elizabeth & Roger Vailland de Bourg-en-Bresse)

- Chambre obscure (1962), publié dans les Cahiers Roger Vailland no 7, juin 1997

### Arts et exposition
Roger Vailland et l'art : une relation singulière...
- « Les sculptures de Coulentianos », Présentation de l'exposition, galerie de France, 1962
- Exposition d'œuvres de Consagra, Coulentianos, Reinhoud D'Haese, Harfaux, Hartung, Maurice Henry, Hoffmeister, Pignon, Sima, Singier, Soulages. De mai à novembre 2005 au Musée Chintreuil de Pont-de-Vaux (Ain)
- « Comment travaille Pierre Soulages ? », article repris par Le temps des cerises, 1998

## Postérité

### Littérature
Plusieurs œuvres de fiction évoquent Roger Vailland :
- Claire Barré, Phrères, Robert Laffont, 2016
- Jacques Chessex, L'Éternel sentit une odeur agréable, Grasset, Paris, 2004
- Francis Pornon, Un homme seul, sur les pas de Roger Vailland, Paroles d'Aube, 117 p, 1995

### Adaptations
Outre les adaptations qu'il a signées lui-même (voir la sous-section Films et spectacle), d'autres romans ont été portés au cinéma ou à la télévision :
- La Loi, scénario et réalisation de Jules Dassin (1958) (cassette vidéo Éditions Atlas, 1998)
- Drôle de Jeu, de Pierre Kast et Jean-Daniel Pollet, scénario de Pierre Kast et Jacques-Francis Rolland (1968)
- Beau Masque, de Bernard Paul, scénario de Bernard Paul, Jean-Patrick Lebel et Richard Bohringer (1972)
- Un jeune homme seul, scénario et réalisation de Jean Mailland (téléfilm), (1974)
- La Truite, de Joseph Losey, scénario de Joseph Losey et Monique Lange (1982)

#### Sources directes
- Elisabeth Vailland et René Ballet, Roger Vailland, Pierre Seghers, 1973
- Élisabeth Vailland, Drôle de vie, Jean-Claude Lattès, 1984
- Yves Courrière, Roger Vailland ou Un libertin au regard froid, Plon, Paris, 1991

#### Essais
- Colloque de Reims : "Lecture de Roger Vailland", Klincksieck 1990.

- Denise Bourdet : « Roger Vailland », dans Visages d'aujourd'hui, Paris, Plon, 1960
- Jean-Jacques Brochier : Roger Vailland, tentative de description, Éric Losfeld, 1962
- François Bott : Les Saisons de Roger Vailland, Bernard Grasset, 1969
- Michel Random : Le Grand Jeu, tomes I et II, Denoël, 1970
- Entretiens, Roger Vailland, Les Lettres et les Arts, no 29, ouvrage dirigé par Max Chaleil, Subervie, 1970
- Jean Recanati : Esquisse pour la psychanalyse d'un libertin, Buchet-Chastel, 1971
- Roger Gilbert-Lecomte, Correspondance, lettres à Roger Vailland, Gallimard, 1971
- Michel Picard : Libertinage et Tragique dans l'œuvre de Vailland, thèse, 1971, Hachette, 1972
- Claude Roy : Nous, Gallimard, 1972
- Elisabeth Vailland et René Ballet : Roger Vailland, biographie et témoignages, Pierre Seghers, 1973
- Roger Stéphane : Toutes choses ont leur saison, Fayard, 1979
- Jacques-Francis Rolland : Un dimanche inoubliable près des casernes, Bernard Grasset, 1984
- Élisabeth Vailland : Drôle de vie, Jean-Claude Lattès, 1984
- Roger Vadim : D'une étoile l'autre, Éditions no 1, 1986
- Christian Petr : Roger Vailland, éloge de la singularité, Éditions du Rocher, 1995
- Alain Georges Leduc : Roger Vailland, un homme encombrant, L'Harmattan, 2008
- Franck Delorieux : Roger Vailland : libertinage et lutte des classes, Le temps des cerises  (ISBN 9782841097159), 80 p, 2008
- Christian Petr : Je suis... Roger Vailland, Jacques André, 2012
- Elizabeth Legros Chapuis : Roger Vailland, l'essence d'un style, Le Coin du Canal, 2014.
- Philippe Lacoche : Roger Vailland, drôle de vie et drôle de jeu, hommage à l'occasion du 50e anniversaire de la disparition de Roger Vailland, La Thébaïde, 2015 (cf. https://vimeo.com/165576800)

#### Articles
- « Vailland repose à Meillonnas », Visages de l'Ain, monographie de Meillonnas, Tacon, Sonthonnax, Jacquier, Oyonnax, 1965
- Alain et Odette Virmaux, « Le cinéma, autre forme du métier d'écrivain », revue Europe, no 712-713, janvier 1988
- Revue Europe no 712-713[43], numéro spécial consacré à Roger Vailland, 1988, dont « La transparence et le masque » de Max Chaleil
- « La conquête de la liberté », Le Nouveau Magazine littéraire no 294, articles d'Yves Courrière, Jacques-Francis Rolland, Claude Roy, René Ballet, Jean Sénégas… 1991
- René Ballet, « Deux hommes dans le tournant : Roger Vailland et Drieu La Rochelle », Cahiers Roger Vailland, 1994
- Samuel Lachize, « Roger Vailland et le cinéma : une liaison dangereuse ! », Cahiers Roger Vailland et site Roger Vailland, 1995[44]

- Bernard-G. Landry, « Un pluriel bien singulier », Cahiers Roger Vailland, 2000[45]
- Tania Régin, « Roger Vailland, écrivain communiste et libertin », journée d’étude Socialisme et sexualité, 5 octobre 2001, Dijon, Université de Bourgogne, texte intégral.
- Peter Tame, « Roger Vailland et la prose rêvée du vingt-et-unième siècle », colloque et Cahiers Roger Vailland, 2004[46]
- Marie-Thérèse Eychard, « La bourgeoisie ne se suicide pas, on la suicide », l'Humanité du 24 janvier 2008
- Marc Le Monnier, « Le héros chez Vailland », Université de Caen

- « Pierre Soulages au fond de la rétine de Roger Vailland », Gérard Georges Lemaire, Les Lettres françaises, septembre 2005

- Élizabeth Legros, « Roger Vailland, une expérience du XXe siècle », site Roger Vailland, 2007
- Alain Georges Leduc, « Vailland et le cinéma », dans Roger Vailland, un homme encombrant, 2008, p. 210 à 220

- Élizabeth Legros, « Le jeu des noms : l'onomastique chez Roger Vailland », site Roger Vailland, 2009
- Elizabeth Legros, « Réel et métaphore : Roger Vailland en Italie », Revue des ressources, 2009[47]
- Alain Georges Leduc, « Roger Vailland et la fabrique de la peinture » : article dans la Revue des Ressources, 2009[48]

- Sur Vailland et Soulages, voir la présentation dans l'article « L'ami Pierre Soulages »